# Altdorf (Nürtingen)
Altdorf é um município da Alemanha, no distrito de Esslingen, na região administrativa de Estugarda, estado de Baden-Württemberg.